# Parmeliella pannosa
Parmeliella pannosa är en lavart som först beskrevs av Olof Swartz, och fick sitt nu gällande namn av Johannes Müller Argoviensis. Parmeliella pannosa ingår i släktet Parmeliella och familjen Pannariaceae.   Inga underarter finns listade i Catalogue of Life.